# Partecipanti alla Coppa Bernocchi 2023
Elenco dei partecipanti alla Coppa Bernocchi 2023.
La Coppa Bernocchi 2023 è stata la centoquattresima edizione della corsa. Alla competizione presero parte 24 squadre: 13 con licenza UCI World Tour 2023, 8 UCI ProTeam e 3 UCI Continental Team.
Partenza con 166 ciclisti accreditati.

## Corridori per squadra
Nota: R ritirato, NP non partito, FT fuori tempo, SQ squalificato
| Soudal Quick-Step        | Soudal Quick-Step        | Soudal Quick-Step        | AG2R Citroën Team                 | AG2R Citroën Team                 | AG2R Citroën Team                 | Alpecin-Deceuninck    | Alpecin-Deceuninck    | Alpecin-Deceuninck    |
| ------------------------ | ------------------------ | ------------------------ | --------------------------------- | --------------------------------- | --------------------------------- | --------------------- | --------------------- | --------------------- |
| N°                       | Ciclista                 | Clas.                    | N°                                | Ciclista                          | Clas.                             | N°                    | Ciclista              | Clas.                 |
| 1                        | Julian Alaphilippe       | 8°                       | 11                                | Lawrence Warbasse                 | 41°                               | 21                    | Tobias Bayer          | 56°                   |
| 2                        | Andrea Bagioli           | 3°                       | 12                                | Andrea Vendrame                   | 16°                               | 22                    | Stefano Oldani        | 13°                   |
| 3                        | Dries Devenyns           | R                        | 13                                | Paul Lapeira                      | R                                 | 23                    | Xandro Meurisse       | R                     |
| 4                        | Pieter Serry             | 58°                      | 14                                | Clément Berthet                   | 23°                               | 24                    | Alex Bogna            | 63°                   |
| 5                        | Mauro Schmid             | 5°                       | 15                                | Aurélien Paret-Peintre            | 29°                               | 25                    | Axel Laurance         | R                     |
| 6                        | Fausto Masnada           | 77°                      | 16                                | Bastien Tronchon                  | R                                 | 26                    | Nicola Conci          | 78°                   |
| 7                        | Gil Gelders              | R                        | 17                                | Killian Verschuren                | R                                 | 27                    | Michael Gogl          | 15°                   |
| Astana Qazaqstan Team    | Astana Qazaqstan Team    | Astana Qazaqstan Team    | Bora-Hansgrohe                    | Bora-Hansgrohe                    | Bora-Hansgrohe                    | Cofidis               | Cofidis               | Cofidis               |
| N°                       | Ciclista                 | Clas.                    | N°                                | Ciclista                          | Clas.                             | N°                    | Ciclista              | Clas.                 |
| 31                       | Cees Bol                 | R                        | 41                                | Bob Jungels                       | R                                 | 51                    | Harrison Wood         | R                     |
| 32                       | Davide Martinelli        | R                        | 42                                | Ide Schelling                     | R                                 | 52                    | Davide Cimolai        | R                     |
| 33                       | Fabio Felline            | 65°                      | 43                                | Cesare Benedetti                  | R                                 | 53                    | Ion Izagirre          | 10°                   |
| 34                       | Michele Gazzoli          | R                        | 44                                | Giovanni Aleotti                  | 18°                               | 54                    | Simone Consonni       | R                     |
| 35                       | Antonio Nibali           | R                        | 45                                | Max Schachmann                    | R                                 | 55                    | Hugo Toumire          | R                     |
| 36                       | Gianmarco Garofoli       | 20°                      | 46                                | Anton Palzer                      | 52°                               | 56                    | Axel Mariault         | 17°                   |
| 37                       | Christian Scaroni        | 7°                       | 47                                | Frederik Wandahl                  | 44°                               | 57                    | Benjamin Thomas       | R                     |
| Groupama-FDJ             | Groupama-FDJ             | Groupama-FDJ             | Intermarché-Circus-Wanty          | Intermarché-Circus-Wanty          | Intermarché-Circus-Wanty          | Jumbo-Visma           | Jumbo-Visma           | Jumbo-Visma           |
| N°                       | Ciclista                 | Clas.                    | N°                                | Ciclista                          | Clas.                             | N°                    | Ciclista              | Clas.                 |
| 61                       | Matthieu Ladagnous       | R                        | 71                                | Francesco Busatto                 | 57°                               | 81                    | Wout Van Aert         | 1°                    |
| 62                       | Thibaut Pinot            | 69°                      | 72                                | Simone Petilli                    | 59°                               | 82                    | Koen Bouwman          | 19°                   |
| 63                       | Quentin Pacher           | 71°                      | 73                                | Dion Smith                        | R                                 | 83                    | Sam Oomen             | 61°                   |
| 64                       | Lars van den Berg        | 66°                      | 74                                | Alexy Faure Prost                 | R                                 | 84                    | Gijs Leemreize        | R                     |
| 65                       | Lorenzo Germani          | 68°                      | 75                                | Madis Mihkels                     | R                                 | 85                    | Jan Tratnik           | 9°                    |
| 66                       | Valentin Madouas         | 24°                      | 76                                | Rui Costa                         | R                                 | 86                    | Lennard Hofstede      | R                     |
| 67                       | Reuben Thompson          | 32°                      | 77                                | Niccolò Bonifazio                 | R                                 | 87                    | Tiesj Benoot          | 6°                    |
| Lidl-Trek                | Lidl-Trek                | Lidl-Trek                | Movistar Team                     | Movistar Team                     | Movistar Team                     | Team Jayco AlUla      | Team Jayco AlUla      | Team Jayco AlUla      |
| N°                       | Ciclista                 | Clas.                    | N°                                | Ciclista                          | Clas.                             | N°                    | Ciclista              | Clas.                 |
| 91                       | Giulio Ciccone           | R                        | 101                               | William Barta                     | 67°                               | 111                   | Lucas Hamilton        | 60°                   |
| 92                       | Juan Pedro López         | R                        | 102                               | Imanol Erviti                     | R                                 | 112                   | Chris Harper          | 26°                   |
| 93                       | Jacopo Mosca             | 14°                      | 103                               | José Joaquín Rojas                | 43°                               | 113                   | Michael Matthews      | 11°                   |
| 94                       | Filippo Baroncini        | 39°                      | 104                               | Max Kanter                        | R                                 | 114                   | Felix Engelhardt      | 35°                   |
| 95                       | Mathias Vacek            | 47°                      | 105                               | Oier Lazkano                      | 62°                               | 115                   | Lawson Craddock       | R                     |
| 96                       | Natnael Tesfatsion       | 45°                      | 106                               | Iván García Cortina               | 12°                               | 116                   | Jan Maas              | R                     |
| 97                       | Dario Cataldo            | R                        | 107                               | Gonzalo Serrano                   | R                                 | 117                   | Matteo Sobrero        | R                     |
| UAE Team Emirates        | UAE Team Emirates        | UAE Team Emirates        | Bingoal WB                        | Bingoal WB                        | Bingoal WB                        | Corratec Selle Italia | Corratec Selle Italia | Corratec Selle Italia |
| N°                       | Ciclista                 | Clas.                    | N°                                | Ciclista                          | Clas.                             | N°                    | Ciclista              | Clas.                 |
| 121                      | Davide Formolo           | 25°                      | 131                               | Floris De Tier                    | 46°                               | 141                   | Karel Vacek           | R                     |
| 122                      | Sebastián Molano]        | R                        | 132                               | Alexis Guérin                     | 21°                               | 142                   | Charlie Quarterman    | R                     |
| 123                      | Rafał Majka              | 22°                      | 133                               | Lennert Teugels                   | 31°                               | 143                   | Matteo Amella         | R                     |
| 124                      | Marc Hirschi             | 4°                       | 134                               | Aaron Van der Beken               | R                                 | 145                   | Antoine Debons        | 51°                   |
| 125                      | Sjoerd Bax               | 73°                      | 135                               | Dimitri Peyskens                  | R                                 | 146                   | Valentin Darbellay    | R                     |
| 126                      | Vegard Stake Laengen     | R                        | 136                               | Marco Tizza                       | R                                 | 147                   | Andrij Ponomar        | R                     |
| 127                      | Jan Christen             | R                        | 137                               | Louka Matthys                     | R                                 |                       |                       |                       |
| Eolo-Kometa Cycling Team | Eolo-Kometa Cycling Team | Eolo-Kometa Cycling Team | Green Project-BardianiCSF-Faizanè | Green Project-BardianiCSF-Faizanè | Green Project-BardianiCSF-Faizanè | Israel-Premier Tech   | Israel-Premier Tech   | Israel-Premier Tech   |
| N°                       | Ciclista                 | Clas.                    | N°                                | Ciclista                          | Clas.                             | N°                    | Ciclista              | Clas.                 |
| 151                      | Samuele Rivi             | R                        | 161                               | Alessandro Tonelli                | R                                 | 171                   | Nick Schultz          | 70°                   |
| 152                      | Alessandro Fancellu      | R                        | 162                               | Martin Marcellusi                 | R                                 | 172                   | Mads Würtz Schmidt    | R                     |
| 153                      | Francesco Gavazzi        | R                        | 163                               | Alessandro Pinarello              | R                                 | 173                   | Hugo Houle            | 76°                   |
| 154                      | Diego Sevilla            | 40°                      | 164                               | Filippo Fiorelli                  | R                                 | 174                   | Corbin Strong         | 27°                   |
| 155                      | Vincenzo Albanese        | 2°                       | 165                               | Filippo Magli                     | 30°                               | 175                   | Marco Frigo           | 72°                   |
| 156                      | Francisco Muñoz          | R                        | 166                               | Henok Mulubrhan                   | 48°                               | 176                   | Krists Neilands       | R                     |
| 157                      | Mattia Bais              | 49°                      | 167                               | Luca Colnaghi                     | R                                 | 177                   | Reto Hollenstein      | R                     |
| Lotto Dstny              | Lotto Dstny              | Lotto Dstny              | Q36.5 Pro Cycling Team            | Q36.5 Pro Cycling Team            | Q36.5 Pro Cycling Team            | TotalEnergies         | TotalEnergies         | TotalEnergies         |
| N°                       | Ciclista                 | Clas.                    | N°                                | Ciclista                          | Clas.                             | N°                    | Ciclista              | Clas.                 |
| 181                      | Thomas De Gendt          | R                        | 191                               | Negasi Haylu Abreha               | R                                 | 201                   | Valentin Ferron       | R                     |
| 182                      | Sylvain Moniquet         | 75°                      | 192                               | Gianluca Brambilla                | 34°                               | 202                   | Alexis Vuillermoz     | R                     |
| 183                      | Jacopo Guarnieri         | R                        | 193                               | Walter Calzoni                    | 42°                               | 203                   | Jérémy Cabot          | 54°                   |
| 184                      | Mathijs Paasschens       | 37°                      | 194                               | Marcel Camprubi                   | 50°                               | 204                   | Paul Ourselin         | 74°                   |
| 185                      | Johannes Adamietz        | 55°                      | 195                               | Mark Donovan                      | 64°                               | 205                   | Geoffrey Soupe        | 28°                   |
| 186                      | Eduardo Sepúlveda        | R                        | 196                               | Alessandro Fedeli                 | 33°                               | 206                   | Mattéo Vercher        | R                     |
| 187                      | Harm Vanhoucke           | R                        |                                   |                                   |                                   | 207                   | Alessio Cialone       | R                     |
| Beltrami TSA Tre Colli   | Beltrami TSA Tre Colli   | Beltrami TSA Tre Colli   | Biesse-Carrera                    | Biesse-Carrera                    | Biesse-Carrera                    | GW Shimano-Sidermec   | GW Shimano-Sidermec   | GW Shimano-Sidermec   |
| N°                       | Ciclista                 | Clas.                    | N°                                | Ciclista                          | Clas.                             | N°                    | Ciclista              | Clas.                 |
| 211                      | Andrea Piras             | R                        | 221                               | Riccardo Ciuccarelli              | 36°                               | 231                   | Alejandro Osorio      | R                     |
| 212                      | Thomas Pesenti           | 53°                      | 222                               | Michael Belleri                   | R                                 | 232                   | Filippo Tagliani      | R                     |
| 213                      | Matteo Freddi            | R                        | 223                               | Alessandro Motta                  | R                                 | 233                   | Santiago Umba         | 38°                   |
| 214                      | Andrea Biancalani        | R                        | 224                               | Andrea D'Amato                    | R                                 | 234                   | Alessandro Bisolti    | R                     |
| 215                      | Nicola Rossi             | R                        | 225                               | Nicolò Arrighetti                 | R                                 | 235                   | Jonathan Guatibonza   | R                     |
| 216                      | Alex Raimondi            | R                        | 226                               | Marco Oliosi                      | R                                 | 236                   | Andrés Mancipe        | R                     |
| 217                      | Giacomo Tagliavini       | R                        | 227                               | Pier Elis Belletta                | R                                 | 237                   | Jeferson Ruiz         | R                     |